# 博德罗戈洛西
博德罗戈洛西是匈牙利包尔绍德-奥包乌伊-曾普伦州沙罗什保陶克区所辖的一个村。总面积20.61平方公里，总人口943，人口密度45.8人/平方公里（2011年1月1日）。

## 地理位置
博德罗戈洛西位于匈牙利北部，米什科尔茨东北58千米、县治沙羅什保陶克西南5千米处，它位于博德羅格河右岸上。邻村是沙劳饶达尼。

## 名胜
- 1677年建造的希腊天主教教堂
- 1790年建造的新教教堂，钟楼是1803年添加的
- 12世纪建造，后来不断扩建和改建的天主教教堂
- 日晷
- 世界大战纪念碑

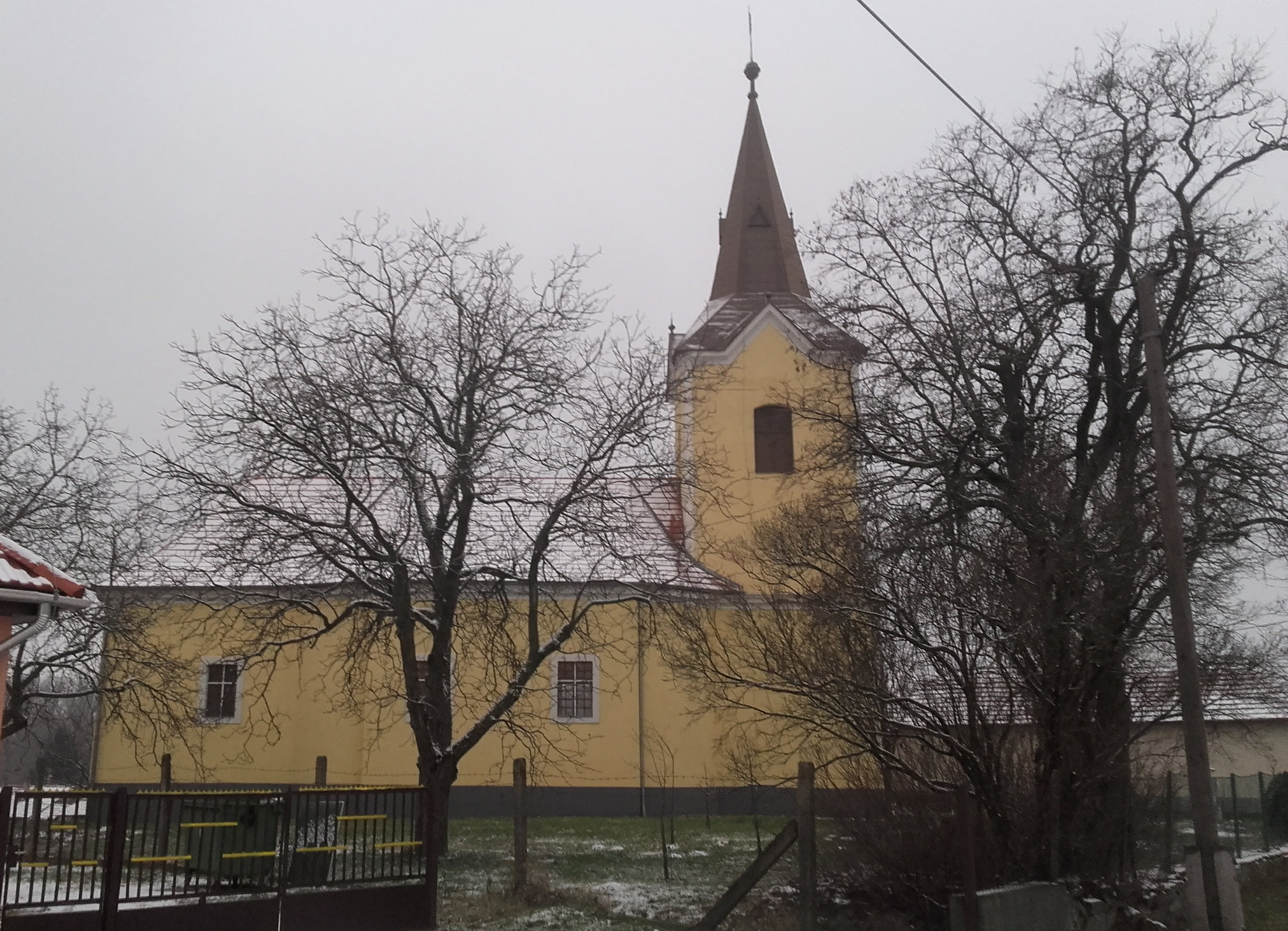
希腊天主教教堂
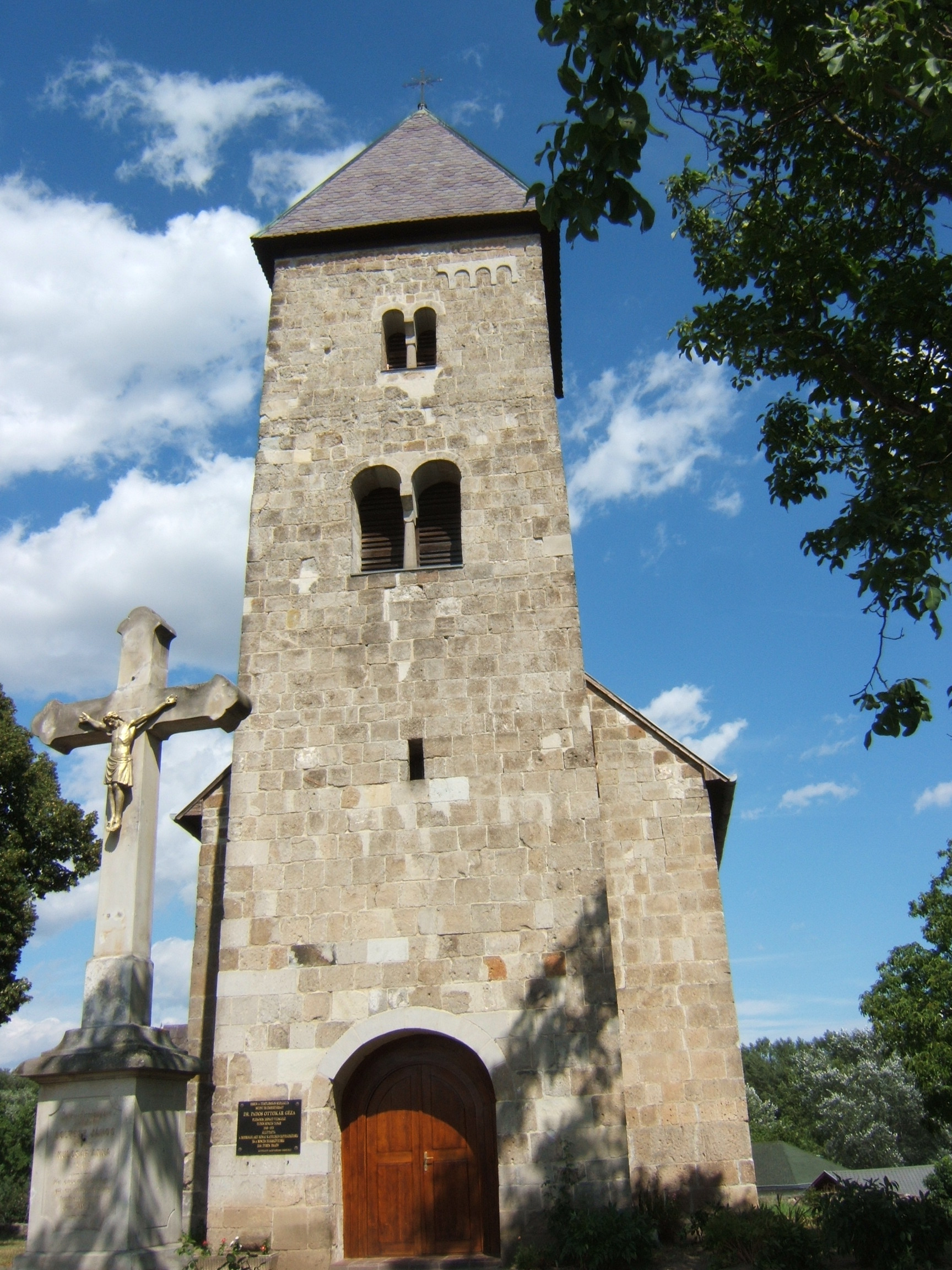
天主教教堂
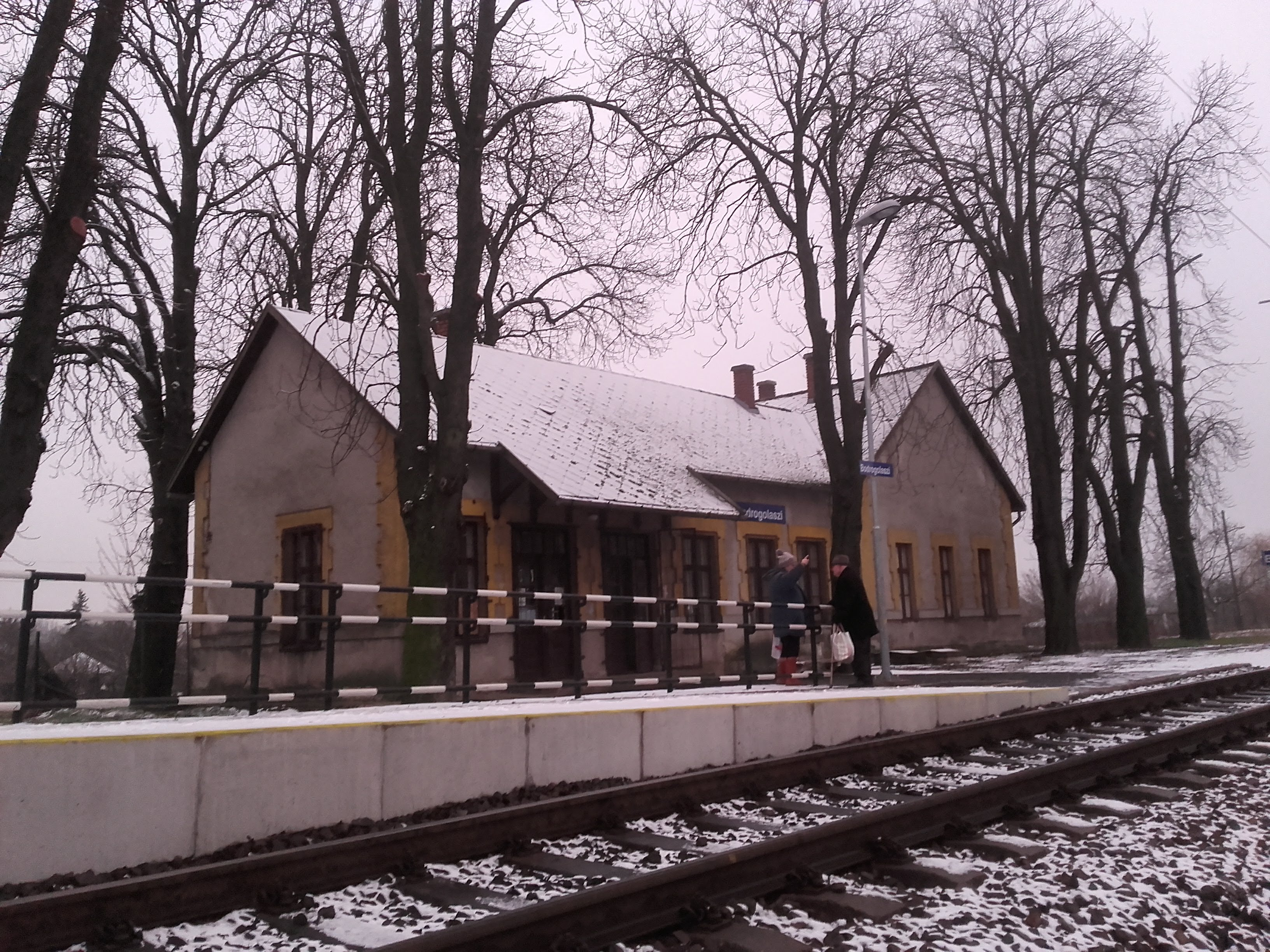
火车站

## 交通
3801号州公路通过博德罗戈洛西，37号主公路在博德罗戈洛西以西通过。从博德罗戈洛西有公车去往沙劳饶达尼和瓦莫什新村，火车连接沙托勞爾堯烏伊海伊。